# Bain-Marie

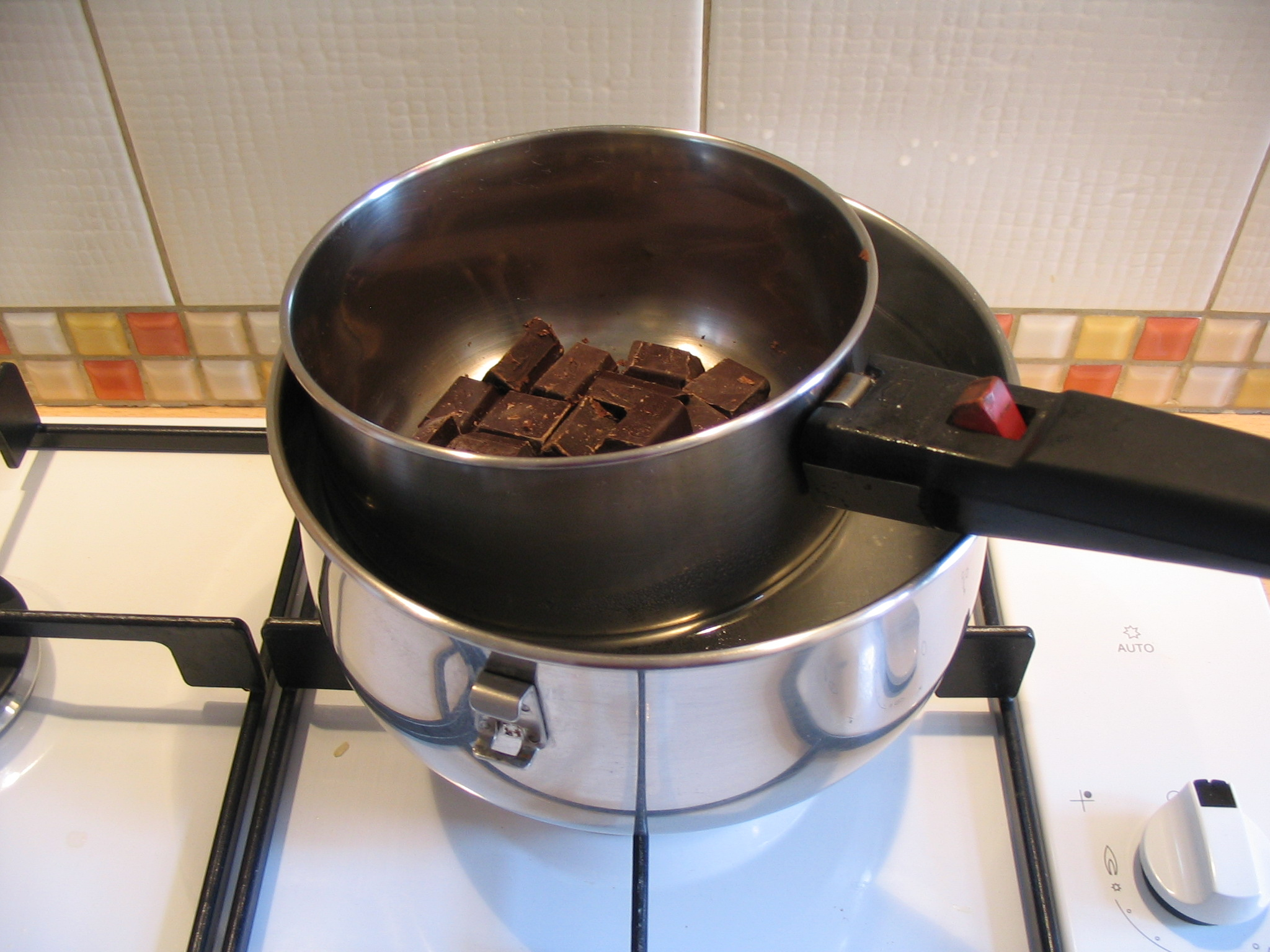
Einfaches Wasserbad

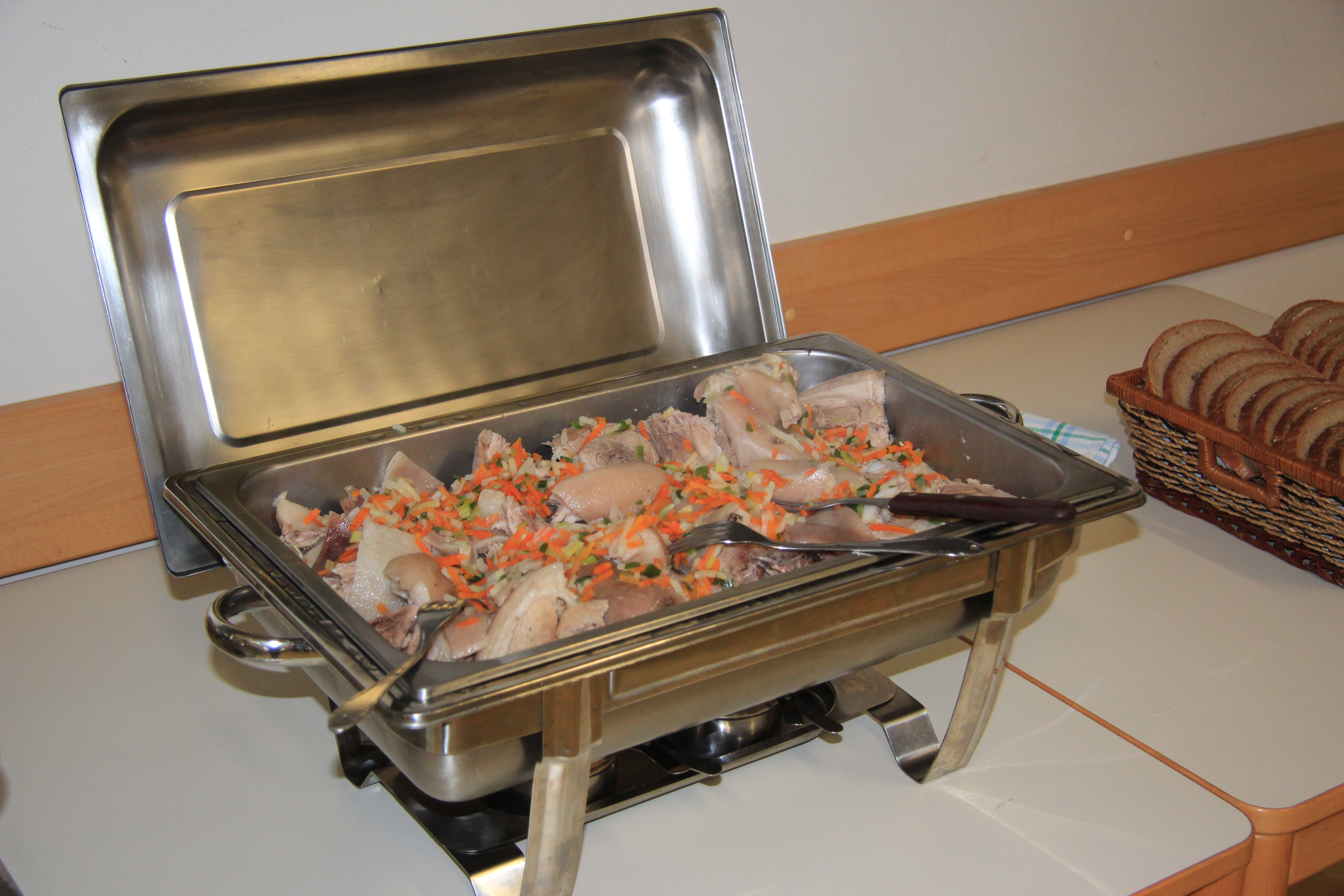
Chafing-Dish zum Warmhalten von Kesselfleisch

Das, gelegentlich auch die Bain-Marie [ˌbɛ̃maˈri] (französisch für Marienbad, Wasserbad) ist ein in der Gastronomie verwendetes Küchengerät zum Warmhalten von Speisen.
Das Bain-Marie, früher auch balneum Mariae genannt, ist heute die Bezeichnung für ein beheizbares Wasserbecken, in dem Schöpfgerichte warmgehalten werden. Es verfügt meist über Zu- und Ablauf und ist als Gas- wie auch als elektrisch betriebenes Gerät verbreitet. Das Wasserbad verteilt die Wärme in der Speise, das Gericht kann aber nicht anbrennen, weil prinzipbedingt keine Temperaturen über 100 °C – dem Siedepunkt des Wassers – erreicht werden. Der nach dem gleichen Prinzip wirkende Simmertopf ist im Gegensatz dazu ein einteiliges Küchengerät.
Die in der Gastronomie verwendeten Gastronorm-Behälter mit Wasserbad und elektrischer oder Gas- oder Spiritusbefeuerung werden als Chafing-Dish bezeichnet.
Zum Einsatz kommen Bain-Maries in der Speisenausgabe als Heizung der heißen Theke. In der Küche wird das Wasserbad auch zur Erwärmung empfindlicher Speisen verwendet, z. B. zum Schmelzen von Schokolade.
In der Chemie gibt es eine ähnliche Apparatur unter dem lateinischen Namen balneum mariae.
Im Tischlergewerbe findet sich der „Marientopf“ als doppelwandiges Wasserbad zum Warmhalten des Knochenleims.

## Geschichte und Namensherkunft
Die Erfindung wie auch der Name gehen angeblich auf Maria die Jüdin zurück, die zwischen dem 1. und 3. Jahrhundert in Alexandria lebte und einen doppelwandigen Wassertopf (Simmertopf) zum langsamen Erwärmen von Substanzen entwickelt haben soll. Diese Annahme beruht jedoch auf einer Verwechslung, da Maria in ihren alchemistischen Schriften verschiedene Apparate und Öfen beschreibt, darunter befindet sich aber ausgerechnet kein Wasserbad. Das Wasserbad soll aber schon Jahrhunderte zuvor bekannt gewesen sein, da diese Vorrichtung schon von Theophrast und Hippokrates erwähnt wird.